# Vardø község
Vardø község (Vardø kommune) Norvégia 431 községének (kommune, helyi önkormányzattal rendelkező közigazgatási egység) egyike.

## Települései
Települések (tettsted) és népességük 2006. január 1-jén:
- Vardø (2 057)
- Kiberg (248)

## Külső hivatkozások
- Hivatalos honlap (norvég)